# Jean François de Faudoas de Sérillac
Jean François de Faudoas de Sérillac, genannt Comte de Belin et d’Averton (auch François d'Averton Belin und François de Faudoas Belin; * in den 1550er Jahren auf Château de Sérillac; † 1609 ?) war ein französischer Adliger und Militär. Er war unter anderem Gouverneur von Paris und der Île-de-France.

## Leben
Jean François de Faudois de Sérillac war der Sohn von Olivier de Faudoas, Seigneur de La Mothe, und Marguerite de Sérillac. Er wurde in den 1550er Jahren auf Château de Sérillac geboren, heute ein Teil von Doucelles. Seine militärische Ausbildung erhielt er bei Blaise de Monluc, genannt Maréchal de Monluc, seinem Großonkel mütterlicherseits à la mode de Bretagne.
1579 war er Mestre de camp des Régiment de Sarrieu. 1580 wurde er Gentilhomme ordinaire de la chambre des Königs Heinrich III. Später war er Lieutenant du roi in der Picardie, Gouverneur von Ham, Ardres und Calais.
1590 bis 1594 war er für die Katholische Liga Gouverneur von Paris und der Île-de-France, bis er sich 1594 Heinrich IV. anschloss: er und der Graf von Brissac empfingen den König am 22. März 1594 bei seinem Einzug in Paris.
Heinrich IV. schickte ihn 1596 zur Unterstützung nach Calais, im gleichen Jahr war er mit Blaise de Montluc, dem Enkel des gleichnamigen Marschalls, in Ardres, als dieses von den Spaniern belagert wurde – und wurde anschließend verdächtigt und auch angeklagt, die Stadt leichtfertig übergeben zu haben. Der König beauftragte den Maréchal Claude de La Châtre und Charles Turquan, Maître des requêtes, Faudoas‘ Rechtfertigung einzuholen, und war mit dem Ergebnis so zufrieden, dass der ihn zum Gouverneur von Henri II. de Bourbon, prince de Condé, und am 2. Januar 1599 zum Ritter im Ordre du Saint-Esprit ernannte.

## Ehe und Familie
Jean François de Faudoas heiratete 1578 Francoise de Warty, Tochter von Joachim de Warty, Seigneur de Warty, Vicomte de Cernelles, und Madeleine de Suze (Tochter von Philippe de Suze), Witwe von Galiot de Crussol, Seigneur de Beaudiner († 1578, Haus Crussol). Das Paar bekam eine Tochter, Louise de Faudoas-Sérillac, Dame de Warty; sie heiratete Claude de Gruel, Seigneur da La Frette, Ritter im Ordre du Saint-Esprit, Gouverneur von Chartres und Staatsrat.
In zweiter Ehe heiratete er am 14. August 1582 Renée d’Averton, Dame de Belin, Tochter von Payen III. d’Averton und Anne de Maille de La Tour-Landry, Witwe von Jacques d’Humières, Marquis d’Encre († 1579), dem Gründer der Liga. Jean François de Faudoas nahm Namen und Wappen seiner Ehefrau an. Das Paar bekam drei Kinder:
- Francois II. de Faudoas-Averton, † 1638, Seigneur d’Averton, Baron de Milly etc., Capitaine de 50 Hommes d’armes, der Förderer von Jean Mairet und Jean Rotrou; ⚭ Catherine de Thomassin, Tochter von René de Thomassin, Seigneur de Montmartin et de Mirabel, und Jeanne Vauditar de Persan
- Madeleine de Faudoas-Averton; ⚭ Louis de Lamet, Seigneur de Pinon, Vicomte de Laon, Bailli et Gouverneur de Coucy
- Françoise de Faudoas-Averton, † 3. Januar 1655, als Witwe Benediktinerin in der Abtei Sainte-Marguerite de Vignats[4]; ⚭ François de Vauquelin, Seigneur de Sacy et de Rie, Baron de Bazoches (Normandie), Bailli d’Alençon